# Elisa Scutellà
Elisa Scutellà (Genova, 31 ottobre 1987) è una politica italiana.

## Biografia
Nata a Genova da famiglia calabrese, fin dai primi anni di vita abita a Rossano.
Dopo la maturità classica al Liceo San Nilo di Rossano, nel 2013 si laurea in Giurisprudenza presso l'Università degli Studi di Firenze. Dal 2015 è avvocata del foro di Cosenza.

### Attività politica
Inizia la propria attività politica all'interno del Movimento 5 Stelle nel 2015, partecipando al meet-up di Rossano.
Alle elezioni politiche del 2018 è eletta alla Camera dei Deputati nel collegio plurinominale Calabria - 01 nelle liste del Movimento 5 Stelle. Durante la XVIII Legislatura è stata membro della II Commissione giustizia.
Nel 2020 è nominata facilitatrice del Movimento 5 Stelle per la regione Calabria.
Alle elezioni politiche del 2022 viene ricandidata alla Camera per il Movimento 5 Stelle nel collegio uninominale Calabria - 03 (Catanzaro), dove ottiene il 28,49% ed è sconfitta da Wanda Ferro del centrodestra (39,15%), e in terza posizione nel collegio plurinominale Calabria - 01, ma viene comunque rieletta come miglior perdente in collegi uninominali, visto che la sua lista aveva terminato i suoi candidati nel listino plurinominale corrispondente. 
Il risultato delle elezioni viene però contestato dal candidato di Forza Italia Andrea Gentile, che presenta un ricorso presso la Giunta delle elezioni della Camera dei deputati, chiedendo il riconteggio delle schede bianche e nulle. Il 17 gennaio 2025 la Giunta accoglie il ricorso di Gentile e annulla l'elezione della deputata Anna Laura Orrico nell'uninominale, proclamando Gentile al suo posto. La Orrico risulta comunque rieletta tramite il listino plurinominale, a scapito di Scutellà, che viene dichiarata decaduta dalla Camera. La relazione della Giunta è approvata il 12 marzo dall'Aula con 183 sì, 127 no e un astenuto, sancendo la decadenza della Scutellà.